# Lipotriches brisbanensis
Lipotriches brisbanensis är en biart som först beskrevs av Cockerell 1913.  Lipotriches brisbanensis ingår i släktet Lipotriches och familjen vägbin. Inga underarter finns listade i Catalogue of Life.

## Bildgalleri

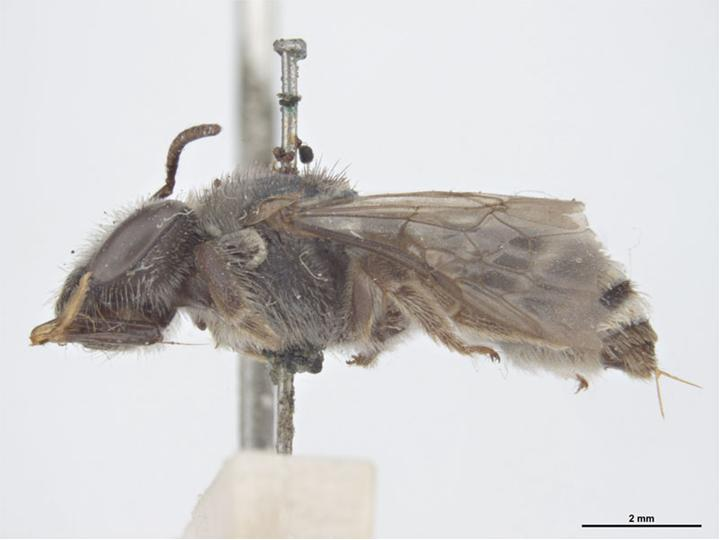